# Rock with Bill Haley and The Comets
Rock with Bill Haley and The Comets è il primo album di Bill Haley (a nome Bill Haley and The Comets), pubblicato dall'etichetta discografica Essex Records nel 1955.

## Tracce

### LP
Lato A
1. Rock the Joint – 2:12 (Harry Grafton, Don Keene, Doc Bagley) – Registrato nell'aprile 1952 al WVCH Radio Station Studio di Chester, Pennsylvania
2. Rockin' Chair on the Moon – 2:46 (Bill Haley, Harry Broomall) – Registrato (circa) luglio o agosto 1952 al WVCH Radio Station Studio di Chester, Pennsylvania
3. Farewell – So-Long – Goodbye – 2:15 (Bill Haley) – Registrato (circa) settembre o ottobre 1953 al Coastal Recording Studio di New York
4. Real Rock Drive – 2:17 (Bill Haley) – Registrato (circa) novembre o dicembre 1952 al WVCH Radio Station Studio di Chester, Pennsylvania
5. Fractured – 2:06 (Bill Haley, Marshall Lytle) – Registrato (circa) aprile o maggio 1953 al Coastal Recording Studio di New York
6. Stop Beatin' 'Round the Mulberry Bush – 2:22 (Clay Boland, Bickley Reichner) – Registrato (circa) novembre o dicembre 1952 al WVCH Radio Station Studio di Chester, Pennsylvania

Lato B
1. Crazy Man Crazy – 2:39 (Bill Haley) – Registrato (circa) aprile o maggio 1953 al Coastal Recording Studio di New York
2. Pat a Cake – 2:20 (Billy Williamson, Bill Haley) – Registrato (circa) aprile o maggio 1953 al Coastal Recording Studio di New York
3. Live It Up – 2:51 (Bill Haley) – Registrato (circa) settembre o ottobre 1953 al Coastal Recording Studio di New York
4. Watcha Gonna Do – 2:30 (Bill Haley) – Registrato (circa) aprile o maggio 1953 al Coastal Recording Studio di New York
5. I'll Be True to You – 2:06 (William McLemore) – Registrato (circa) dicembre 1953 al Coastal Recording Studio di New York
6. Dance with a Dolly (With a Hole in Her Stockin') – 2:29 (Terry Shand, Jimmy Eaton, Mickey Leader) – Registrato (circa) luglio o agosto 1952 al WVCH Radio Station Studio di Chester, Pennsylvania

## Musicisti
Rock the Joint

Bill Haley and the Saddlemen
- Bill Haley – voce, chitarra
- Danny Cedrone – chitarra solista
- Billy Williamson – chitarra steel
- Johnny Grande – piano
- Marshall Lytle – contrabbasso
- Billy Gussak – batteria

Rockin' Chair on the Moon / Dance with a Dolly (With a Hole in Her Stockin')

Bill Haley and the Saddlemen
- Bill Haley – voce, chitarra
- Danny Cedrone – chitarra solista
- Billy Williamson – chitarra steel
- Johnny Grande – piano
- Marshall Lytle – contrabbasso
- Billy Gussak – batteria

Farewell – So-Long – Goodbye / Live It Up

Bill Haley and His Comets
- Bill Haley – voce, chitarra
- Art Ryerson – chitarra solista
- Billy Williamson – chitarra steel
- Johnny Grande – piano
- Tony Lance – sassofono baritono
- Marshall Lytle – contrabbasso
- Billy Gussak – batteria

Real Rock Drive / Stop Beatin' 'Round the Mulberry Bush

Bill Haley and the Saddlemen
- Bill Haley – voce, chitarra
- Danny Cedrone – chitarra solista
- Billy Williamson – chitarra steel
- Johnny Grande – piano
- Marshall Lytle – contrabbasso
- Billy Gussak – batteria

Fractured / Crazy Man Crazy / Pat a Cake / Watcha Gonna Do

Bill Haley and His Comets
- Bill Haley – voce, chitarra
- Art Ryerson – chitarra solista
- Billy Williamson – chitarra steel
- Johnny Grande – piano
- Marshall Lytle – contrabbasso
- Billy Gussak – batteria

I'll Be True

Bill Haley and His Comets
- Bill Haley – voce, chitarra
- Art Ryerson – chitarra solista
- Billy Williamson – chitarra steel
- Johnny Grande – piano
- Sconosciuto – organo
- Tony Lance – sassofono baritono
- Marshall Lytle – contrabbasso
- Cliff Leeman – batteria[1]